# Carolinen
De Carolinen of Caroline-eilanden zijn een Oceanische eilandengroep, onderdeel van de regio Micronesië. De Carolinen bevinden zich in het westen van de Grote Oceaan ten noordoosten van Nieuw-Guinea. Het centrale en het oostelijke deel van de Carolinen wordt gevormd door Micronesia en het meest westelijke deel door Palau. De archipel bestaat uit vulkanische eilanden en atollen. De grootste eilanden zijn Pohnpei (347 km², tot 1984: Ponape) en het atol Chuuk (132 km², tot 1990: Truk).

## Geschiedenis

### Ontdekking en Spaanse overheersing
De Portugees Diego da Rocha was in 1527 de eerste Europeaan die ten minste een deel deze eilandengroep ontdekte. Hij noemde ze de Islas de Sequeira. De Spaanse admiraal Francesco Lazeano gaf ze echter in 1686 de huidige naam 'Carolinen' naar de toenmalige Spaanse koning Karel II (1661-1700). Vanuit de Filipijnen probeerden Jezuïeten de bevolking tot het christendom te bekeren. Na verschillende mislukte pogingen werden de eilanden verder genegeerd, waarna Duitsland er zich opnieuw begon voor te interesseren. In 1886 werden de eilanden pas echt door de Spanjaarden gekoloniseerd, nadat paus Leo XIII in 1885 bij arbitrale uitspraak de eilanden aan Spanje had toegewezen.

### Duits bezit
Dat was echter van korte duur omdat Spanje na de Spaans-Amerikaanse Oorlog in 1899 besloot de Carolinen en de Noordelijke Marianen te verkopen aan Duitsland. Deze verkoop werd geregeld in het Duits-Spaans Verdrag. Tot de Eerste Wereldoorlog vormden de Carolinen hierdoor een onderdeel van Duits Nieuw-Guinea.

### Japans bezit
Japan bezette in 1914 de eilanden en kreeg na de Eerste Wereldoorlog met een volkenbondmandaat het bestuur over de Carolinen.

### Amerikaans bezit en onafhankelijkheid
Na de Tweede Wereldoorlog vielen ze onder de Verenigde Staten waarna ze uiteindelijk zelfstandig werden. Eerst werd Micronesia in 1986 zelfstandig, later op 1 oktober 1994 volgde Palau.
1885-1919: Bismarckarchipel · Keizer Wilhelmsland · Marshalleilanden · 
1885-1899: Bougainville · Buka · 
1899-1919: Carolinen · Marianen · Nauru · Palau